# جورج ليتش (كاتب أغاني)
جورج ليتش هو كاتب أغاني كندي، ولد في 18 أبريل 1975 في ليلويت في كندا.

## وصلات خارجية
- جورج ليتش على موقع IMDb (الإنجليزية)
- جورج ليتش على موقع ميوزك برينز (الإنجليزية)
- جورج ليتش على موقع أول ميوزيك (الإنجليزية)
- جورج ليتش على موقع ديسكوغز (الإنجليزية)
- جورج ليتش على موقع قاعدة بيانات الفيلم (الإنجليزية)